# دهستان کلاردشت غربی
دهستان کلاردشت غربی، دهستانی است از توابع بخش مرکزی شهرستان کلاردشت در استان مازندران که در سال ۱۳۸۹ ایجاد آن به تصویب رسیده است.
جمعیت این دهستان بر اساس سرشماری سال ۱۳۹۵ معادل ۶٬۵۰۱ نفر و تعداد خانوار آن ۲٬۲۲۰ خانواده بوده‌است.